# Droga wojewódzka 893
Die Droga wojewódzka 893 (DW 893) ist eine 37 Kilometer lange Droga wojewódzka (Woiwodschaftsstraße) in der polnischen Woiwodschaft Karpatenvorland, die Lesko mit Cisna verbindet. Die Strecke liegt im Powiat Leski.

## Streckenverlauf
Woiwodschaft Karpatenvorland, Powiat Leski
-  Lesko (DK 84)
- Huzele
- Łączki
-  Hoczew (DW 894)
- Nowosiółki
- Mchawa
- Baligród
- Rabe
- Łubne
- Jabłonki
-  Cisna (DW 897)